# Capitocrassus castaneus
Capitocrassus castaneus – gatunek chrząszcza z rodziny kózkowatych i podrodziny zgrzypikowych. Jedyny przedstawiciel rodzaju Capitocrassus castaneus.

## Zasięg występowania
Azja Południowo-Wschodnia, występuje na Sumatrze.